# 柳家八語楼
柳家 八語楼（やなぎや はちごろう、1874年（明治7年）6月3日 - 没年不明）は、明治から昭和にかけて活動した落語家。本名、鈴木 定吉。
経歴
『古今落語系図一覧表 : 文之助系図・家元本』での記述は以下。
かん馬
始竹本七三太夫
※かん馬…「七三太夫」の頃は確認困難。昭和十年『当世落語家大鑑』に「柳家平和――故金馬の弟子で苦学した人。金弥からかん馬、翫馬と改名して真打になる。後八五楼から平和」云々とあり。明治四十三年『浅草繁昌記』にみえる「昔話兼義太夫三遊亭金弥鈴木定吉」、『芸人名簿』に見える「三遊亭元馬鈴木定吉明治七、六、三」、大正六年『演芸会社名簿』に見える「鈴木定吉事三遊亭かん馬」、同十年頃以降の「三遊亭翫馬」、昭和二年三月の改名記事に見える「翫馬改め柳家八語楼」、同八年頃からの「平和」が同一人と思われる。昭和十年頃までで、以後は審らかでない。